# Perditorulus paxillus
Perditorulus paxillus är en stekelart som beskrevs av Christer Hansson 2004. Perditorulus paxillus ingår i släktet Perditorulus och familjen finglanssteklar.
Artens utbredningsområde är Costa Rica. Inga underarter finns listade i Catalogue of Life.